# Alex Manninger
Alex Manninger (Salzburg, 1977. június 4. –) osztrák labdarúgó, visszavonult kapus.

## Pályafutása

### Kezdeti évek
Manninger az osztrák SV Salzburg ificsapatánál kezdte karrierjét. 1994-ben mutatkozott be a nagy csapatban és két év után kölcsönbe került a Vorwärts Steyr klubhoz, ahol felfigyelt rá a Grazer AK, majd egy év után le is szerződtette. Új klubjában nem igazán játszatták, ám egy 1996-os UEFA-kupa mérkőzésen a sérült Franz Almer helyére állt be. A meccset 1–0-ra elveszítették az Internazionale ellen és ugyan a visszavágón azonos arányban nyertek, végül tizenegyes-párbajban alulmaradtak.

### Arsenal
1997-ben leszerződött az ágyúsokhoz, ahol David Seaman mögött 2. számú kapusként számítottak rá. Seaman sérülése révén Manninger került a kapuba és egy 6 meccsen át tartó góltalansági rekordot állított fel. A szezon utolsó mérkőzésén a Manchester United ellen is ő védett, a találkozó 1–0-s győzelemmel ért véget ami az Arsenal bajnoki címét eredményezte. 1998 májusában megválasztották a hónap játékosának is. Később, mikor Seaman felépült visszaszorult a kispadra. Később a csapathoz érkezett az angol Richard Wright is, így Manninger ismét csak 3. számú kapus volt.
2001-ben kölcsönadták a Fiorentina csapatának, ahol 24 mérkőzésen szerepelt, majd
egy évre a spanyol Espanyolhoz került. Itt azonban nem kapott lehetőséget, így úgy döntött, hogy eligazol.

### Serie A
2003 januárjában igazolt a bikákhoz, ám csak fél évet töltött Torinóban, mivel nyáron egy másik olasz klub, a Bologna ajánlatát fogadta el. Ismét játéklehetőség nélkül maradt, így a 2004–2005-ös idényt a Sienanál folytatta. 13 mérkőzést követően év végén visszavásárolta nevelőegyesülete, az osztrák Red Bull Salzburg, akiktől 1 év után ismét kölcsönbe került a sienai klubhoz.
2008-ban ismét olasz klubhoz igazolt, mégpedig az Udinese együtteséhez, néhány hét után a Juventus bejelentette, hogy megvásárolja. A zebramezeseknél, az olasz Gianluigi Buffon mögött második hálóőr volt. Buffon sérülése miatt többször is játéklehetőséget kapott, ahol eredményesen védett, ám az angol évekhez hasonlóan, mikor az olasz válogatott kapus felépült, ismét csak a kispadon kapott helyet.